# برنارد سيرجنت
برنارد سيرجنت (بالفرنسية: Bernard Sergent)‏ (من مواليد 23 فبراير 1946) هو مؤرخ فرنسي للتاريخ القديم وعالم أساطير مقارن. وباحث في المركز الوطني الفرنسي للبحث العلمي CNRS ورئيس المجتمع الأسطوري الفرنسي.

## روابط خارجية
- كوينراد إلست، نشأة الهند وفقًا لبرنارد سيرجنت - مراجعة نسخة محفوظة 7 فبراير 2012 على موقع واي باك مشين.